# JEL分類コード
経済学の論文記事はJEL分類コードで分類されるのが一般的である。
このコードはアメリカ経済学会（AE）の出版するJournal of Economic Literature（JEL）ジャーナルが用いているもので、JELには最近発行された書籍・論文に関しての調査記事が掲載されている。
AEAはEconLitという記事・書籍をJELコードで分類した検索可能なデータベースを、1969年から管理している。多くの経済学のジャーナルの論文は、JELコードを付与して検索エンジンの対象としている。
印刷されたコピーはAEAより Index of Economic Articles として発行されている。1886年から1995年までの出版物についての執筆者と題名を、38巻にわたってリストしている 。
JELは19のメインカテゴリと、それぞれのサブカテゴリより成り立っている。Wikipedia categories でも、経済学の記事を分類することにJEL分類コードを用いている。

## 主要分類コード
- JEL: A - 経済学概論、要覧類、経済教育
- JEL: B - 経済思想史、経済理論、Heterodox Approaches
- JEL: C - 数理的手法と定量的手法
- JEL: D - ミクロ経済学
- JEL: E - マクロ経済学、貨幣論
- JEL: F - 国際経済学
- JEL: G - 金融経済学
- JEL: H - 公共経済学
- JEL: I - 医療経済学、教育経済学、福祉経済学
- JEL: J - 労働経済学、人口経済学
- JEL: K - 法と経済学
- JEL: L - 産業組織論
- JEL: M - 経営学、ビジネス経済学（英語版）; マーケティング; 会計
- JEL: N - 経済史
- JEL: O - 経済発展、技術発展と経済、経済成長
- JEL: P - 経済システム
- JEL: Q - 農業経済学、資源経済学; 環境経済学、環境経済学
- JEL: R - 都市経済学、農村経済学、地域経済学
- JEL: Y - 経済学各論
- JEL: Z - その他の特別な話題